# 大阪府立近つ飛鳥博物館
大阪府立 近つ飛鳥博物館（おおさかふりつ ちかつあすかはくぶつかん）は大阪府南河内郡河南町の大阪府立近つ飛鳥風土記の丘にある人文科学系博物館。
エリア全体が遺跡博物館ともいわれる陵墓・古墳の宝庫「近つ飛鳥」の中核的文化施設として、1994年に開館した。 古代の国際交流と国家の形成過程をテーマとする。
「黄泉の塔」がそびえる階段状の建物は安藤忠雄の設計。彼が自身の代表作として挙げる作品で、第26回日本芸術大賞他を受賞している。

## 主な所蔵品

### 文化財

#### 重要文化財（国指定）
- 修羅2点・梃子棒1点（附 埴輪残欠）（考古資料） - 藤井寺市三ツ塚古墳出土。所有者は大阪府。2006年（平成18年）6月9日指定[4][5]。
- 家形埴輪2箇・壺形埴輪3箇 大阪府八尾市美園古墳出土（考古資料） - 所有者は日本国（文化庁）。1995年（平成7年）6月15日指定。

#### 大阪府指定文化財
- 有形文化財
  - 堂山1号墳出土遺物（考古資料） - 2000年（平成12年）2月3日指定。
  - 伽山墳墓出土帯金具及び刀子（考古資料） - 1993年（平成5年）3月31日指定。
  - 萱振1号墳出土靫形埴輪（附 破片一括）（考古資料） - 1889年（平成元年）3月1日指定。
  - 前塚古墳石棺（考古資料） - 1974年（昭和49年）3月29日指定。
  - 蔀屋北遺跡出土馬具（附 埋葬馬全身骨格）（考古資料） - 2012年（平成24年）3月15日指定。
  - 銀印 印文「晋率善羌中郎将」（歴史資料） - 2005年（平成17年）1月21日指定。

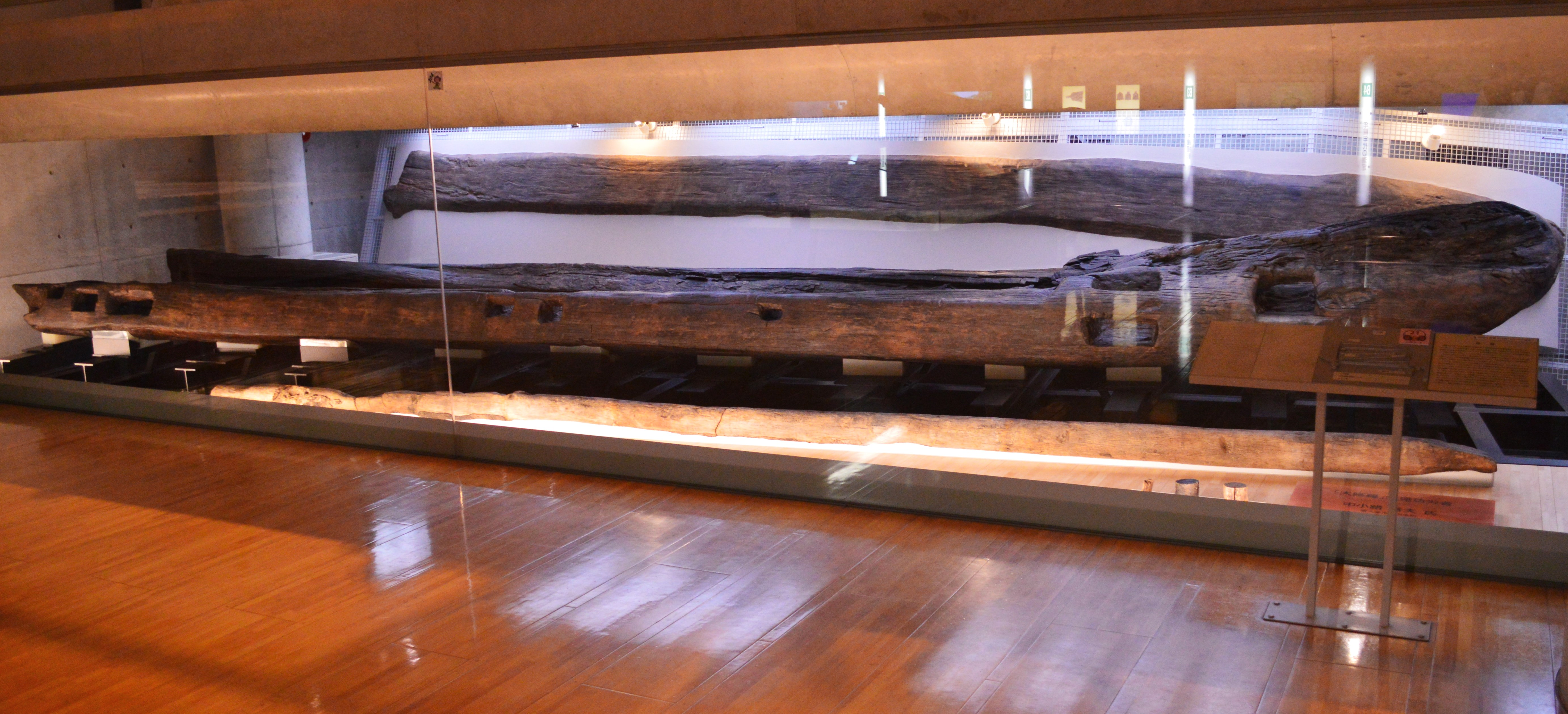
三ツ塚古墳出土 修羅（重要文化財）
美園遺跡出土 家形埴輪（重要文化財）
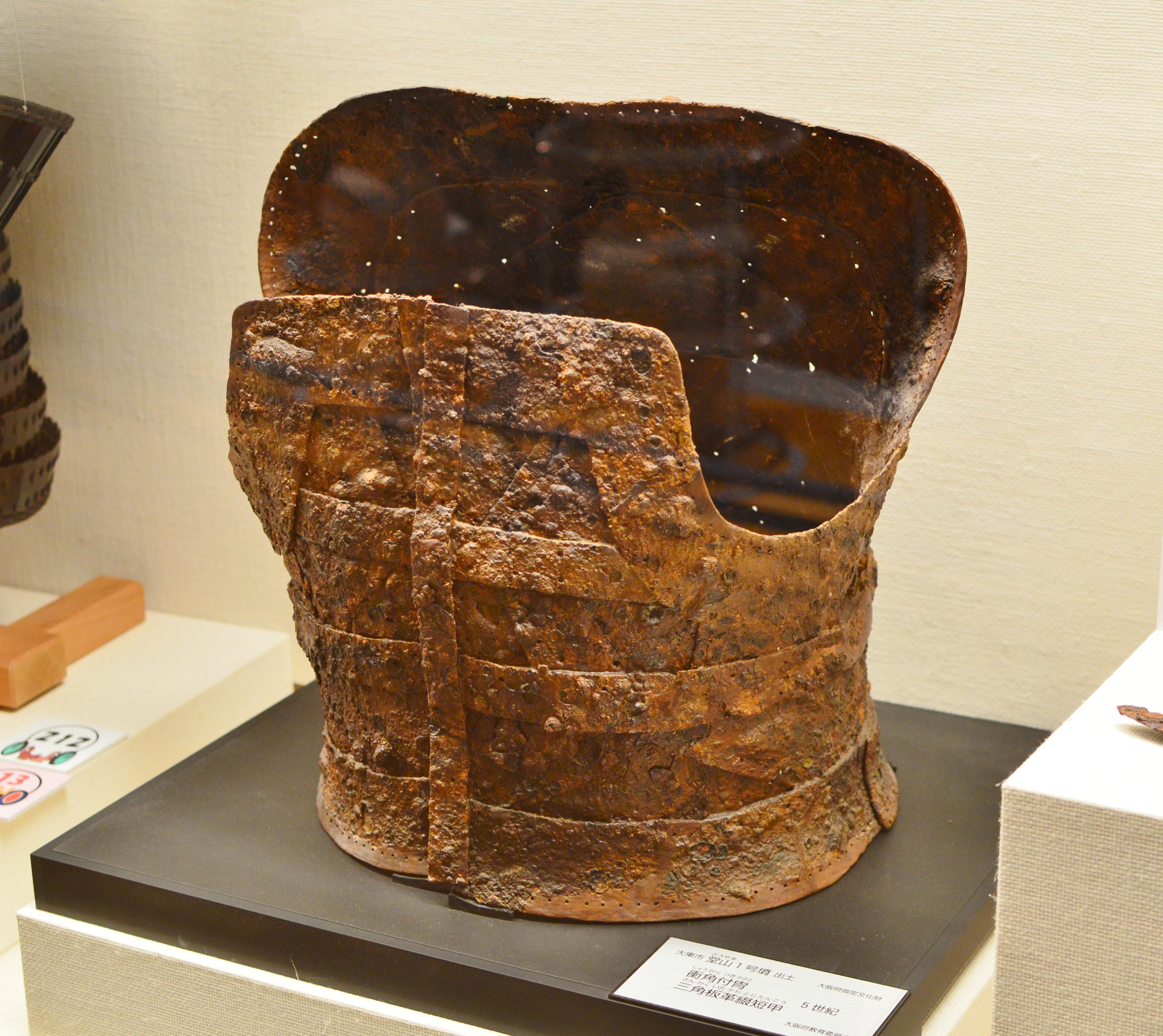
堂山1号墳出土 三角板革綴短甲（大阪府指定文化財）
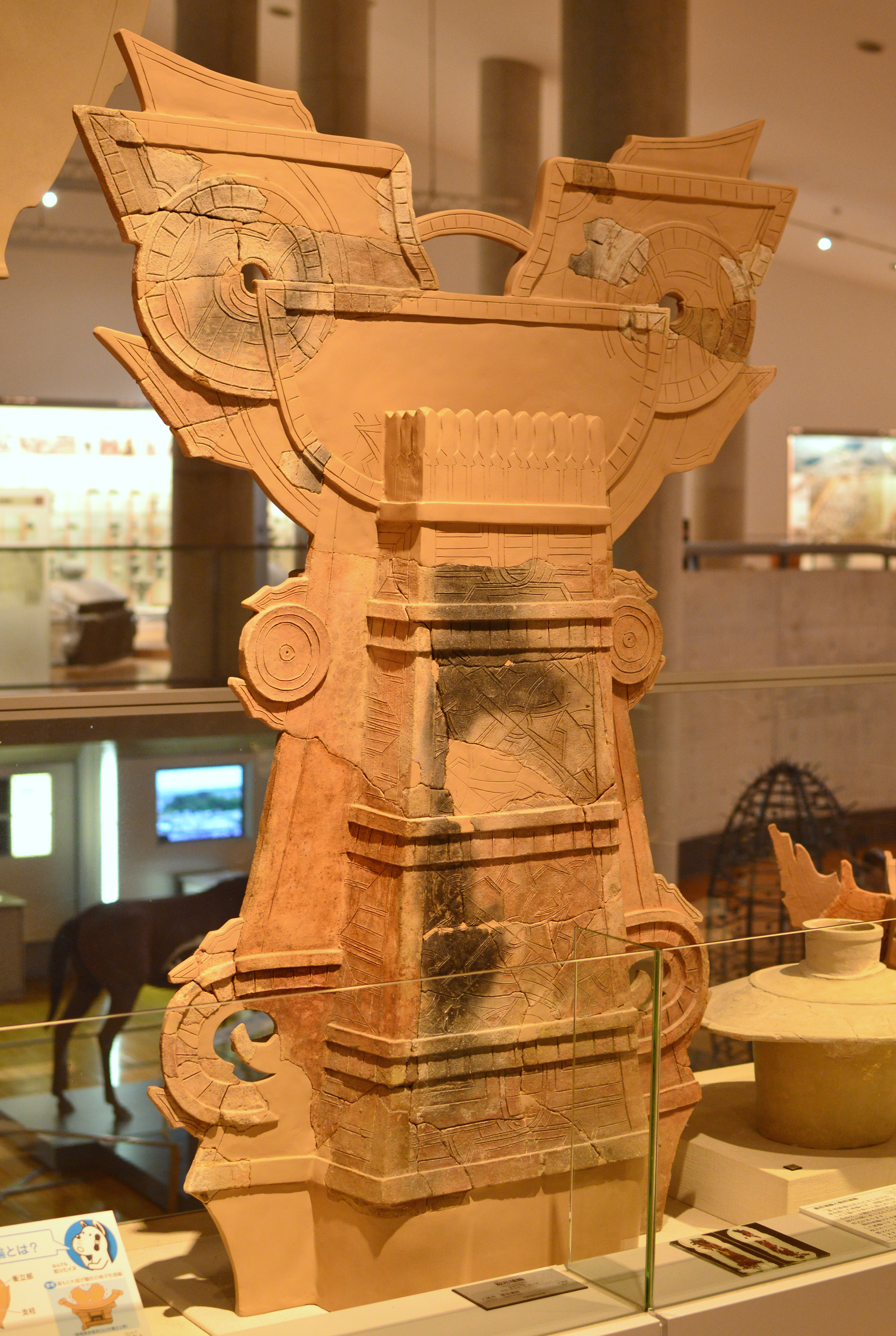
萱振遺跡出土 靫形埴輪（大阪府指定文化財）
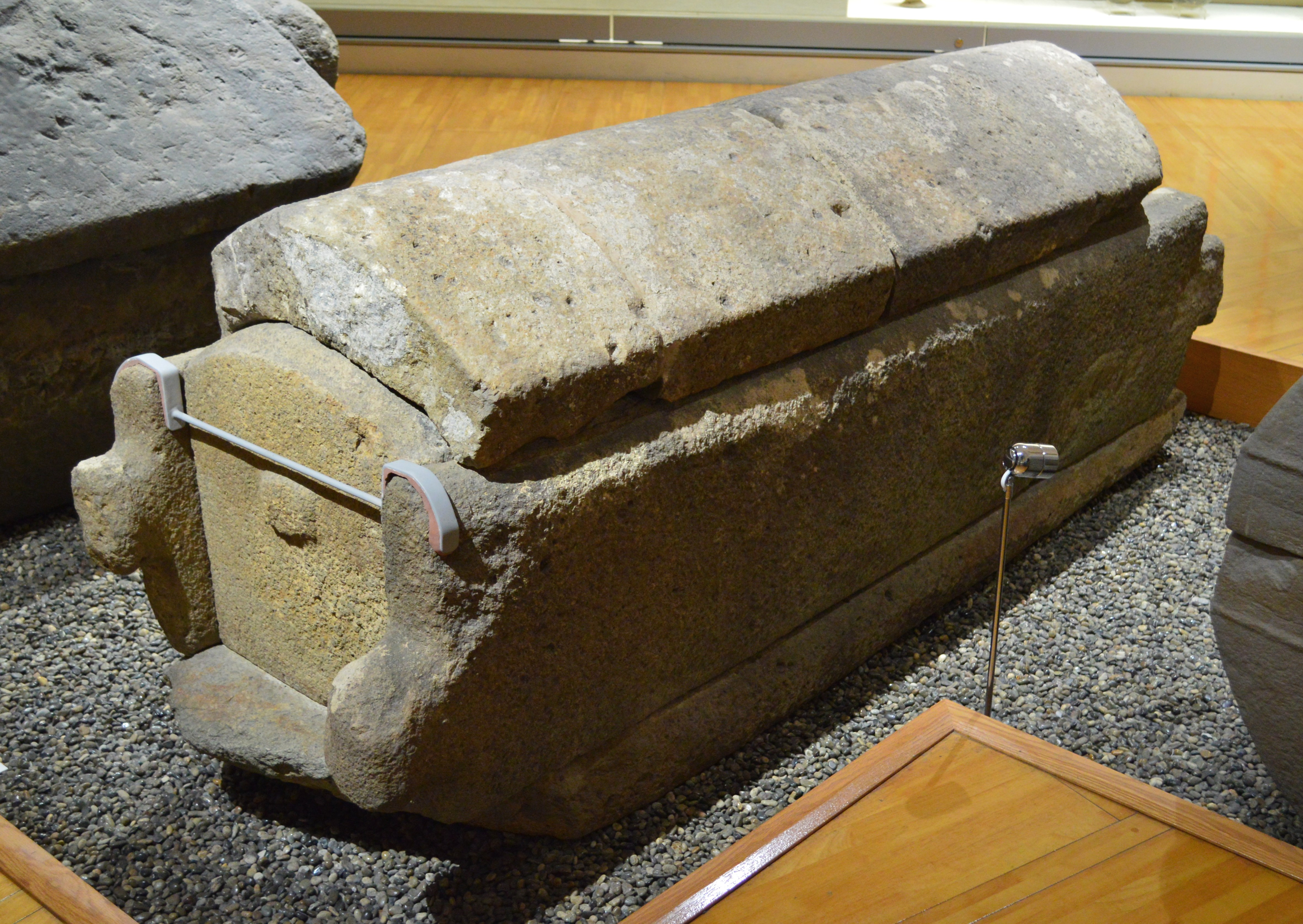
前塚古墳出土 長持形石棺（大阪府指定文化財）
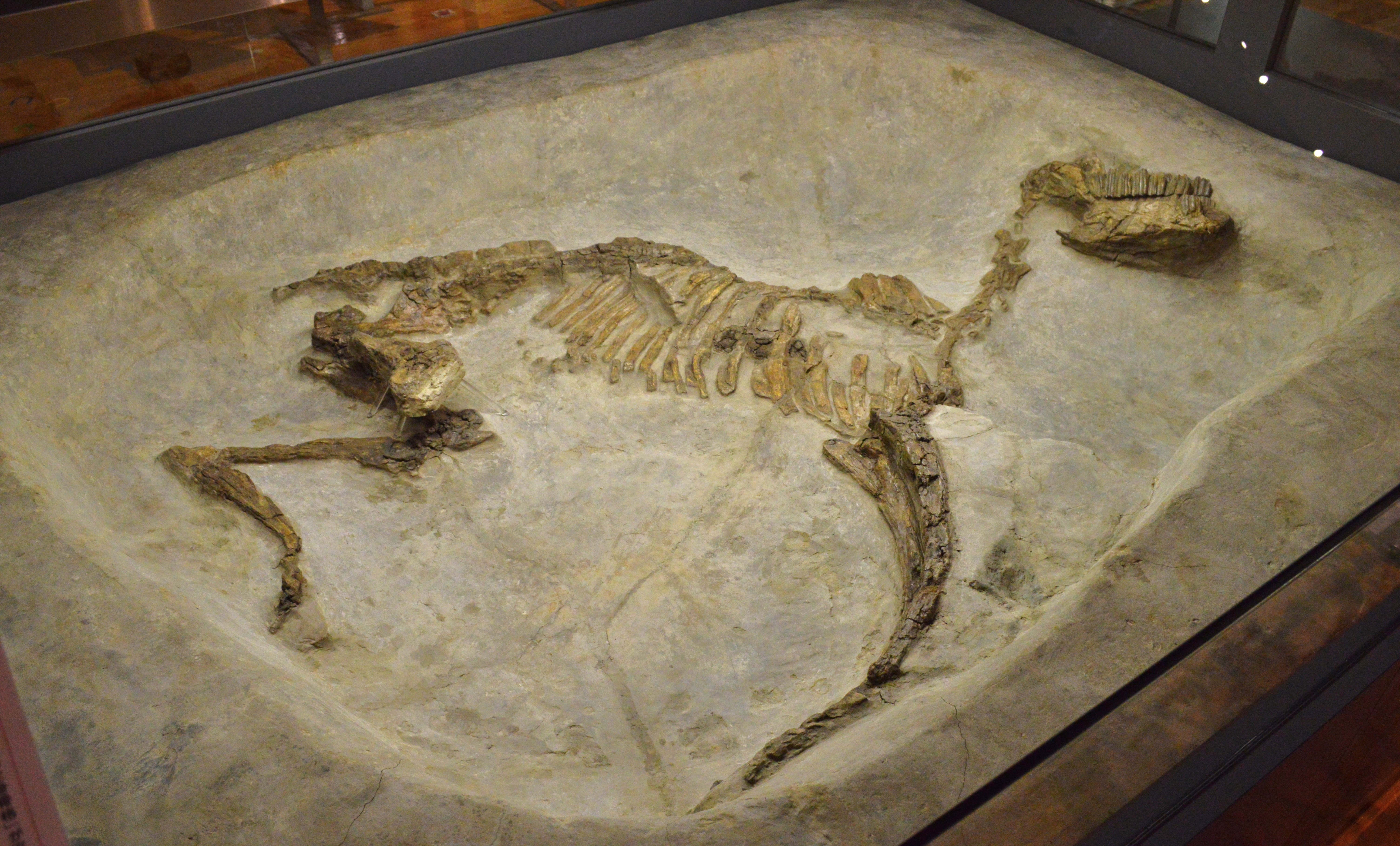
蔀屋北遺跡出土 馬埋納土坑（大阪府指定文化財）
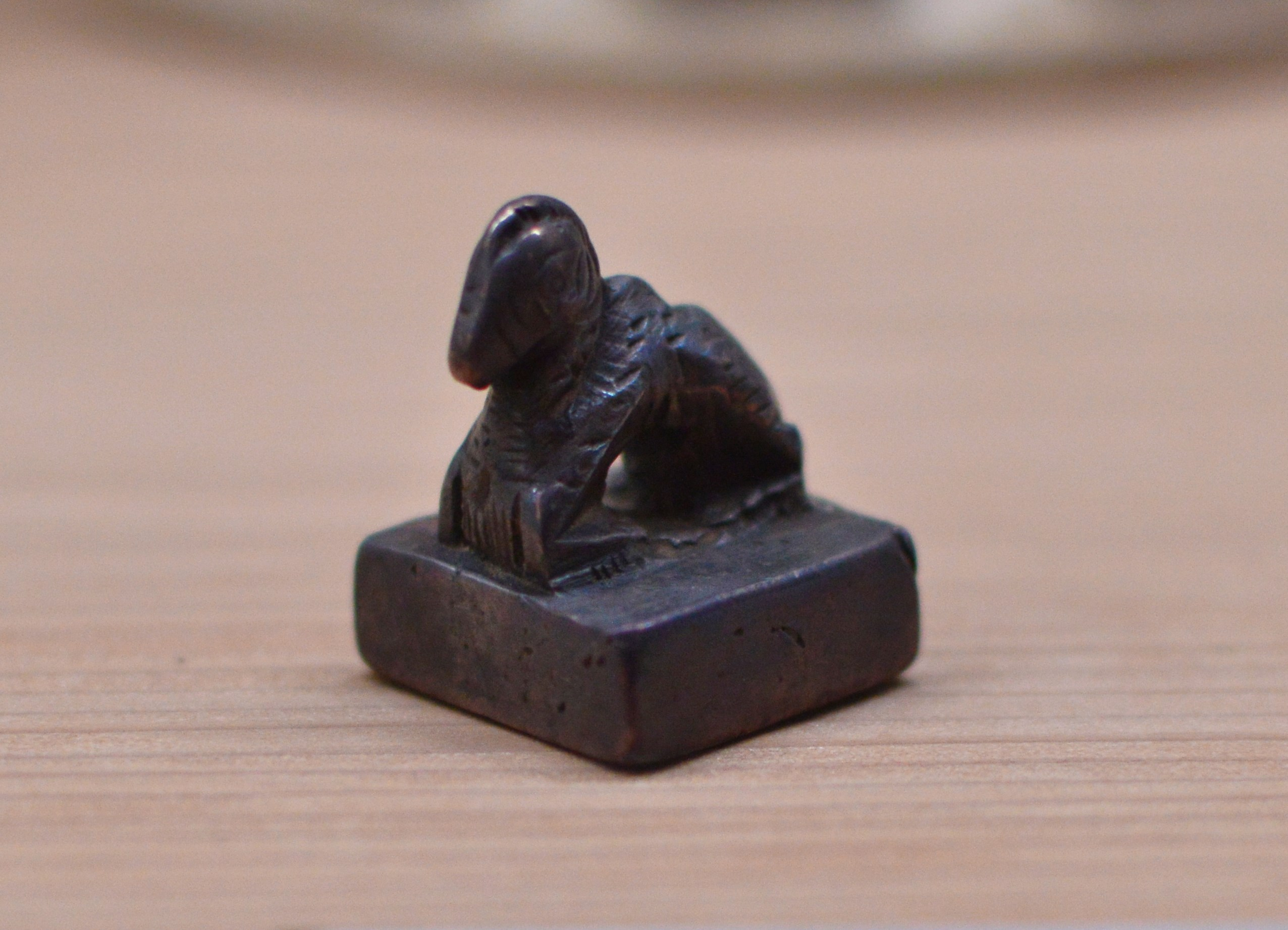
「晋率善羌中郎将」印（大阪府指定文化財）

### その他
- 大仙陵古墳（仁徳天皇陵）の復元模型（直径10m、1/150）
- 鹿谷寺（ろくたんじ）石塔（高さ8m、十三重塔）の復元模型（原資料は大阪府太子町所在）
- 竪穴式石室、横穴式石室
- 埴輪の露出展示（実物）
- 銅鏡（4世紀）、須恵器（5世紀）、馬具（6世紀）ほか
- 聖徳太子の墓（横穴式石室）の復元模型

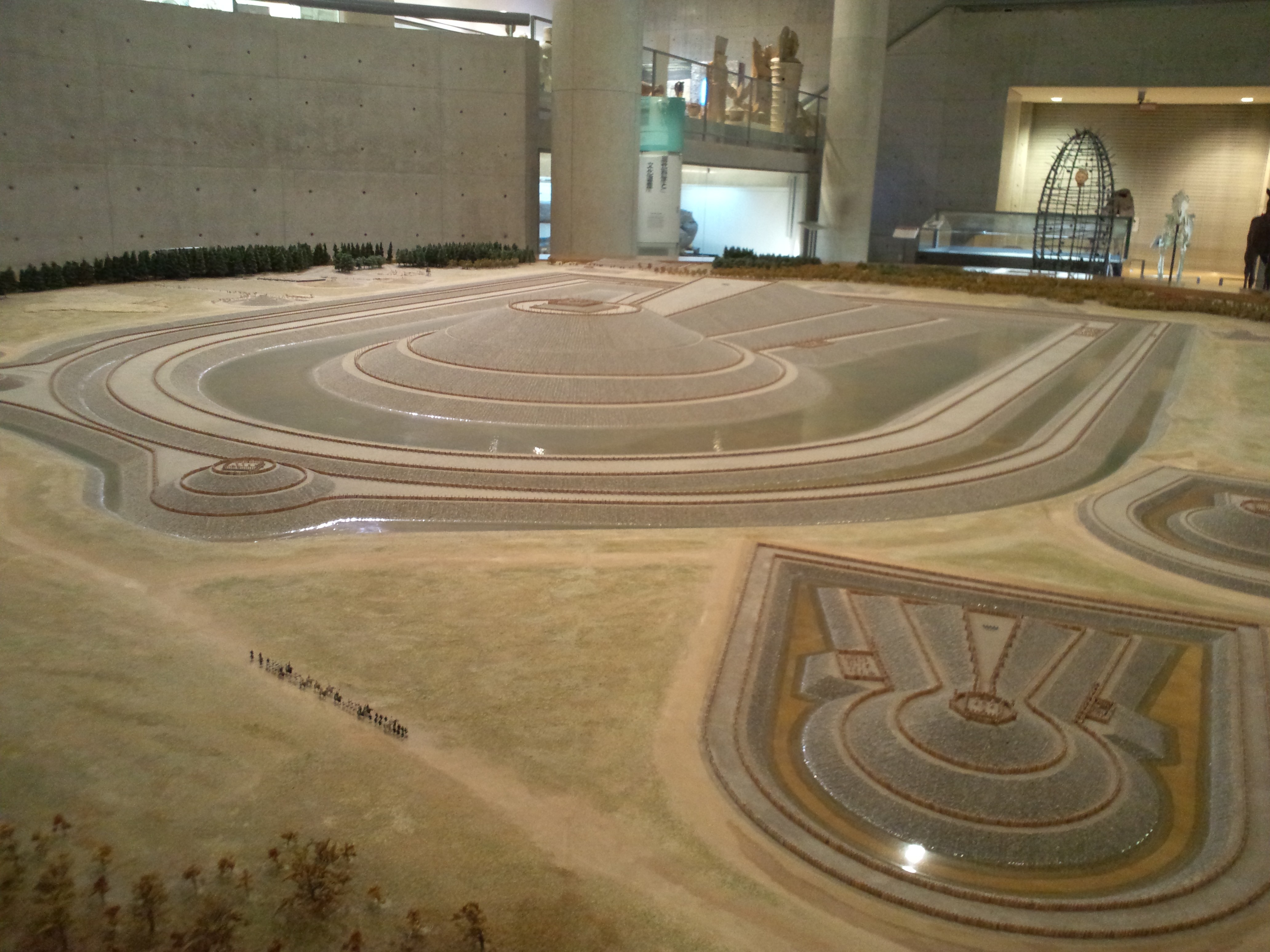
大仙陵古墳模型
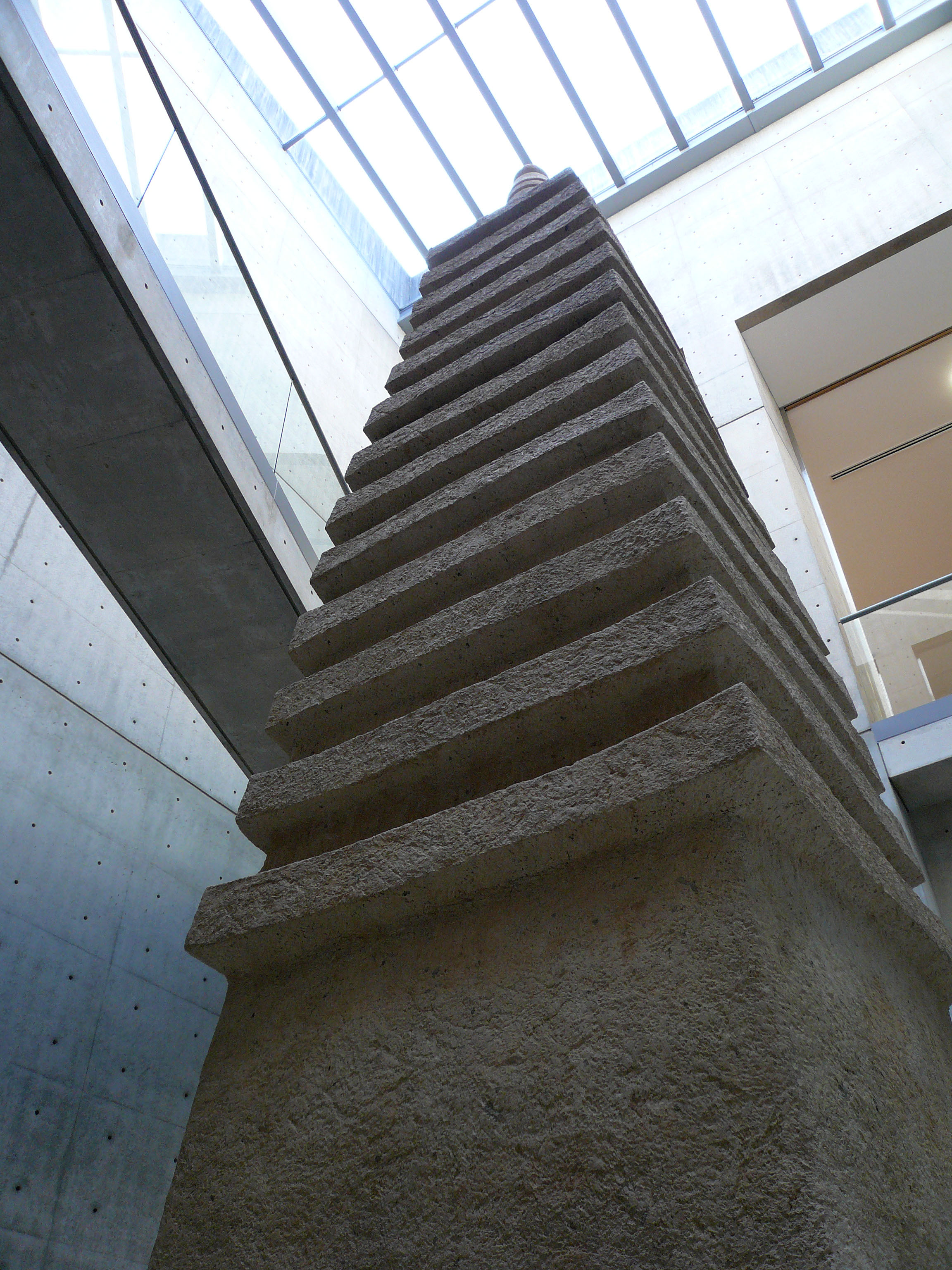
鹿谷寺石塔（復元模型）
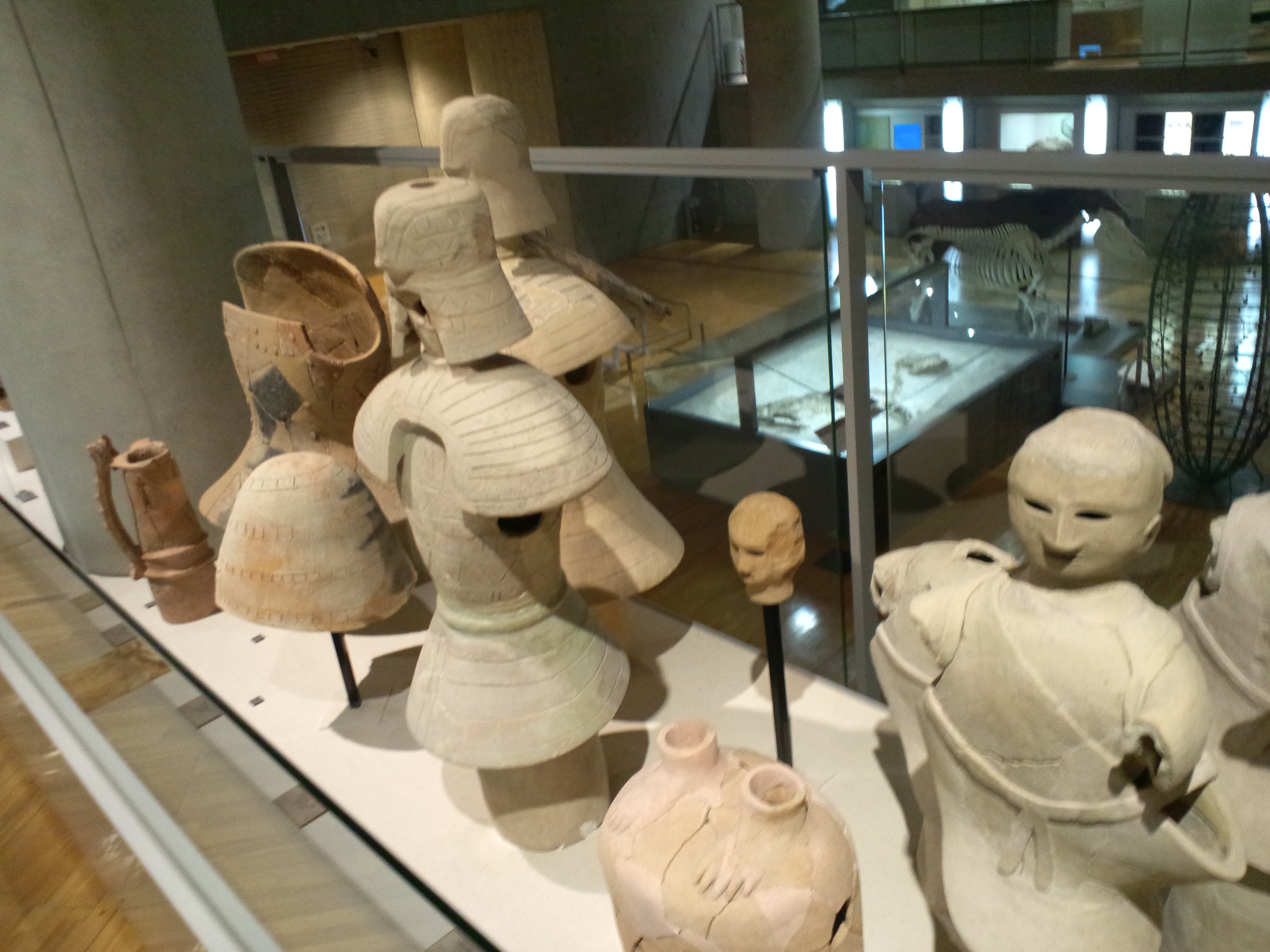
埴輪
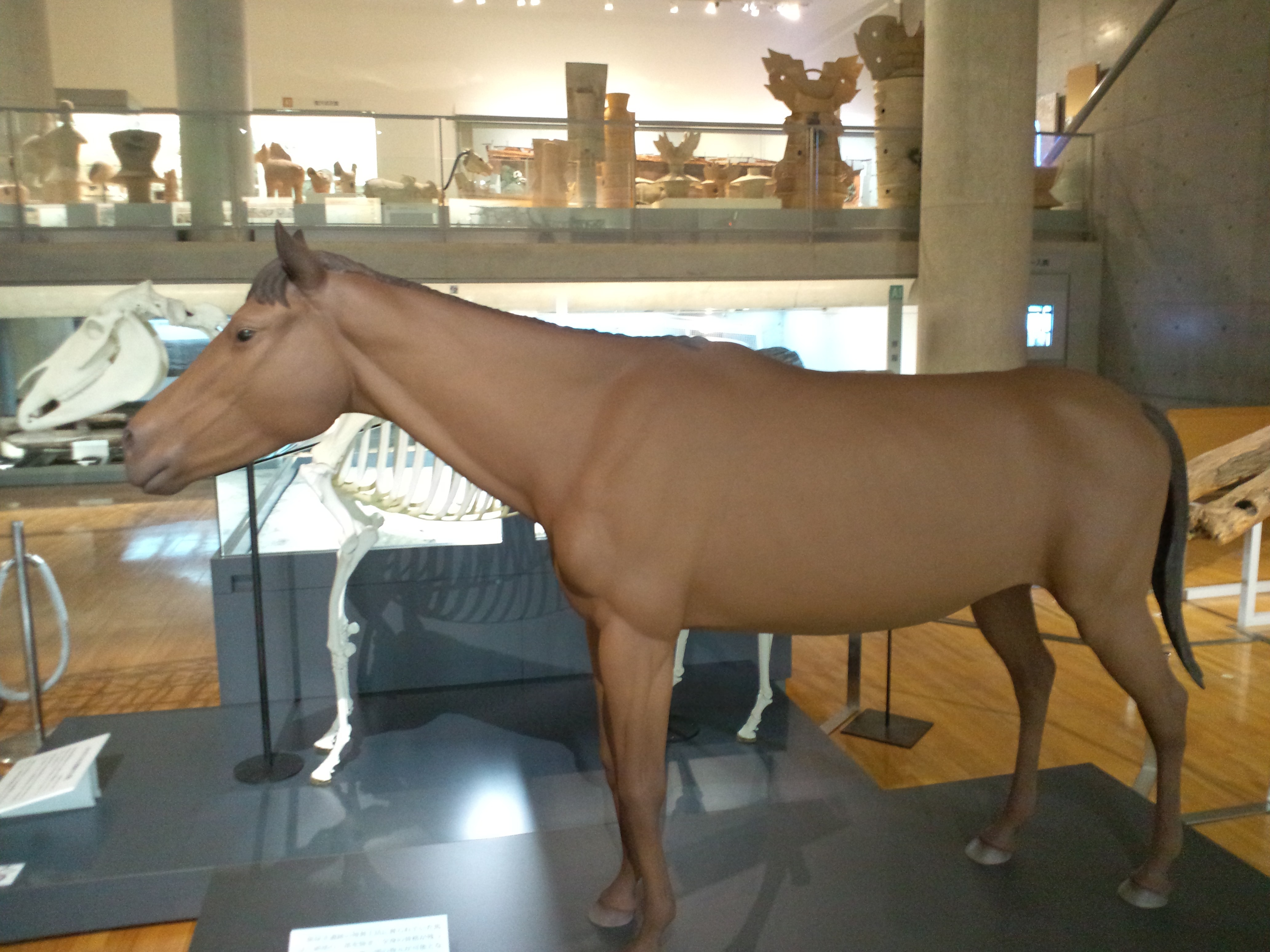
古墳時代の馬の復元模型
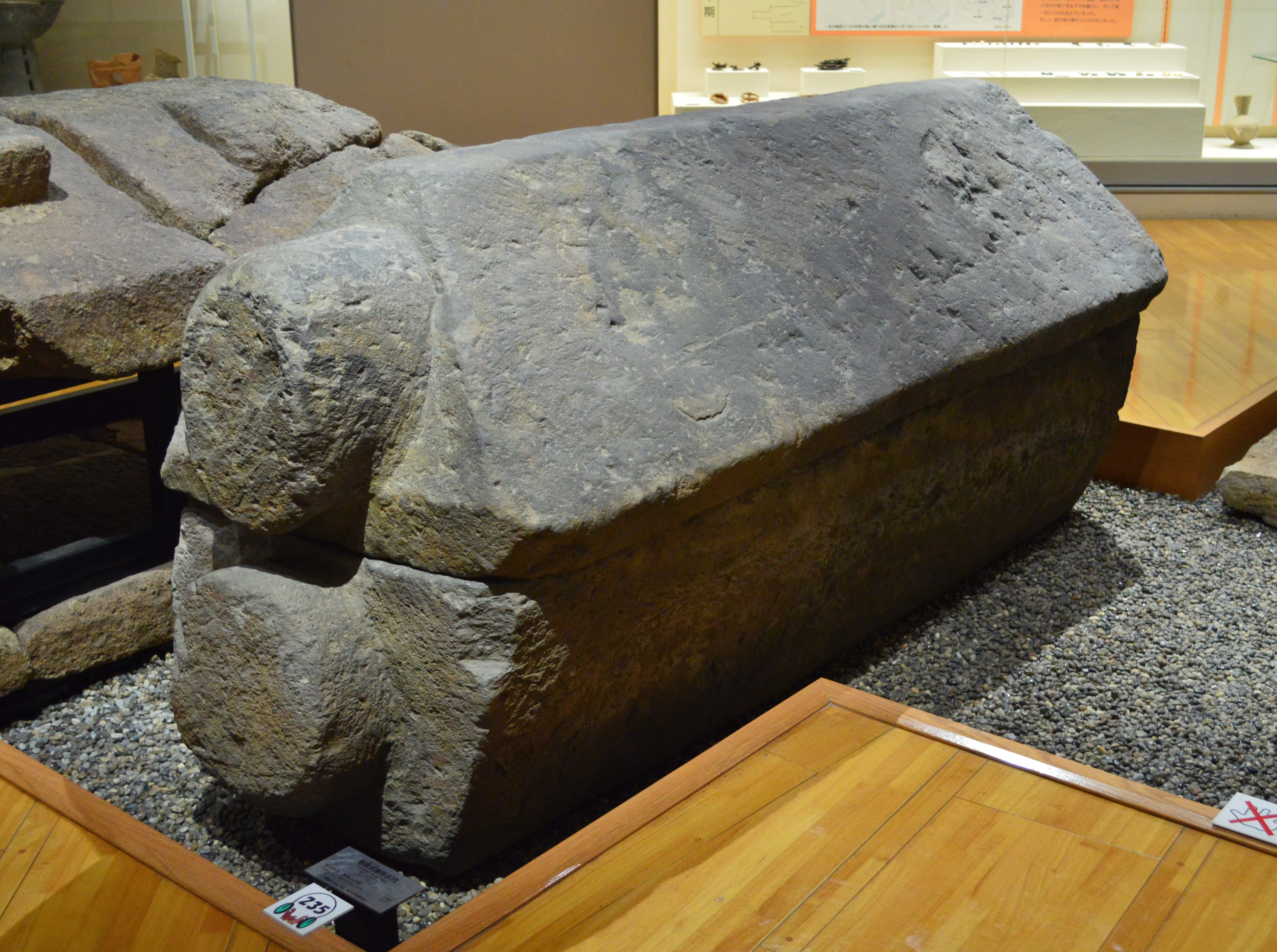
長持山古墳出土 刳抜式家形石棺（複製）

## 施設概要
- 常設展示室
  - 第1ゾーン：近つ飛鳥と国際交流 - 倭の五王、聖徳太子の時代ほか
  - 第2ゾーン：古代国家の源流 - 埴輪、石室の世界ほか
  - 第3ゾーン：現代科学と文化遺産 - 修羅の保存、現代科学と考古学
- 特別展示室 - 特別展・企画展会場
- ホール（250人収容）
- ハイビジョンコーナー（147インチスクリーン）
- 図書コーナー
- ビデオコーナー
- 喫茶コーナー
- ミュージアムショップ

## 受賞
- 第26回 日本芸術大賞
- 1996年度 BCS賞（建築業協会賞）
- 第6回 公共建築賞

## 利用情報
- 開館時間 - 10:00〜17:00（入館は16:30まで）
- 休館日 - 月曜日（月曜日が祝祭日の場合は火曜日）、年末年始（12/28〜1/4）
- 年間入館券で大阪府立弥生文化博物館も利用できる
- 常設展の入館料は、年齢や身体障害の有無により無料〜310円。
- 駐車場は80台(無料)

## 交通アクセス
- 近鉄長野線 富田林駅または喜志駅から4市町村コミバス・石川線（富田林駅発、河南町の自家用有償旅客運送）、同・阪南線（喜志駅発、近鉄バス）「近つ飛鳥博物館前行き」に乗車し、終点「近つ飛鳥博物館前」バス停下車すぐ。